# História do islã no sul da Itália

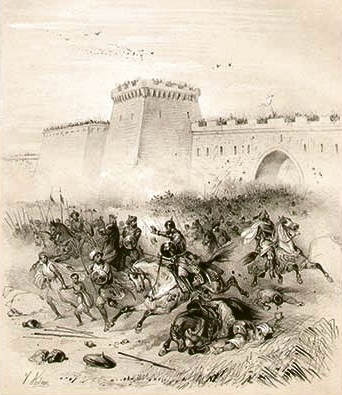
Imperador Luís II na conquista do Emirado de Bari, em 871

A história do islã no sul da Itália começa com o primeiro assentamento muçulmano em Mazara, ocupado em 827. O subsequente governo da Sicília e de Malta começou no século IX. A Sicília passou a ser controlada de fato a partir de 902 e o Emirado da Sicília durou de 965 até 1061. Embora a Sicília tenha sido a principal base muçulmana na Itália, algumas conquistas temporárias, a mais importante delas a cidade de Bari (ocupada de 847 até 871), foram realizadas na península propriamente, com raides chegando até Roma e o Piemonte. Estes raides não eram estritamente parte de uma campanha "muçulmanos versus cristãos" e sim parte de uma luta maior pelo controle da Itália e da Europa, com as forças cristãs bizantinas competindo contra as forças cristãs francas e normandas. Os muçulmanos muitas vezes buscaram alianças com um outra das várias facções cristãs.
O primeiro assentamento árabe permanente na Sicília data de 827, mas não foi até a queda de Taormina, em 902, que a ilha toda caiu sob seu domínio, embora Rometta tenha resistido até 965. Neste ano, os cálbidas consolidaram a independência de seu emirado do Califado Fatímida. Em 1061, os primeiros conquistadores normandos tomaram Messina e, já em 1071, Palermo e sua cidadela (1072) foram capturadas. Em 1091, Noto caiu também, completando a conquista. Malta caiu no ano seguinte, embora a administração tenha se mantido, marcando o capítulo final deste período. As conquistas dos normandos consolidaram o catolicismo romano na região, que até então havia sido proeminentemente cristã ortodoxa, começando no domínio do Império Bizantino e mesmo durante o período de domínio muçulmano. Conversões em massa aliadas com a relatinização dos habitantes levaram ao completo desaparecimento do islamismo na Sicília na década de 1280. O Império Otomano posteriormente tentou novamente se estabelecer na região, sem sucesso. Em 1245, os Sarracenos foram deportados para o assentamento muçulmano de Lucera. Em 1300, ele foi destruído, terminando assim a presença do islã na Itália.

## Primeiros ataques muçulmanos na Sicília (652–827)
Os primeiros ataques de navios islâmicos na Sicília, então parte do Império Bizantino, ocorreram em 652. Realizado por mujahideen árabes, sob ordens do califa omíada Moáuia I e liderados por Moáuia ibne Hudaije da tribo de Quinda, eles permaneceram na ilha por muitos anos. Olímpio, o exarca de Ravena bizantino, foi até a Sicília para expulsá-los, mas fracassou. Logo depois, os árabes retornaram para a Síria depois de coletaram uma grande quantidade de espólios.
Uma segunda expedição árabe até a Sicília ocorreu em 669. Desta vez, uma poderosa e selvagem força de 200 navios vindos de Alexandria atacou a ilha. Eles saquearam Siracusa e retornaram para o Egito após um mês de pilhagem. Após a conquista muçulmana do Magrebe (completada por volta de 700), os ataques das frotas muçulmanas se repetiram em 703, 728, 729, 730, 731, 733 e 734. Os últimos dois assaltos árabes já encontraram uma substancial resistência por partes dos bizantinos.
A primeira verdadeira campanha de conquista foi lançada em 740. Naquele ano, Habibe ibne Abi Obeida Alfiri, que havia participado do ataque de 728, conseguiu capturar Siracusa. Embora ele estivesse pronto para conquistar a ilha toda, a expedição foi forçada a recuar de volta para a Tunísia por uma revolta berbere. Um segundo ataque, em 752, tinha como objetivo apenas o saque da cidade.
Em 805, o patrício da Sicília, Constantino, assinou uma trégua de dez anos com Ibraim I ibne Aglabe, o emir da Ifríquia, mas ela não evitou que outras frotas muçulmanas, vindas de outras regiões da África e de Alandalus atacassem a Sardenha e a Córsega no período de 806 a 821. Em 812, o filho de Ibraim, Abedalá, enviou uma força invasora para conquistar a Sicília. Seus navios foram primeiro atacados por uma intervenção de Gaeta e Amalfi e, posteriormente, foram quase todos destruídos por uma tempestade. Porém, o resto da frota conseguiu conquistar Lampedusa e arrasar Ponza e Ísquia, no mar Tirreno. Um novo acordo entre o novo patrício, Gregório, e o emir consolidou a liberdade comercial entre o sul da Itália e a Ifríquia. Após um novo ataque em 819 por Maomé ibne Adebalade, primo do emir Ziadate Alá I, não houve novos ataques muçulmanos na Sicília até 827.

## Sicília

### Conquista da Sicília (827–902)

#### Eufêmio e Assade
A conquista muçulmana da Sicília e partes do sul da Itália (Tema da Sicília) durou 75 anos. De acordo com algumas fontes, ela se iniciou com Eufêmio, o comandante bizantino que temia ser punido pelo imperador Miguel II, o Amoriano por uma indiscrição sexual. Após uma breve conquista de Siracusa, ele se auto-proclamou imperador, mas foi forçado pelas forças leais a fugir para a Ifríquia, para a corte de Ziadate Alá. O emir concordou então em conquistar a Sicília, com a promessa de deixá-la nas mãos de Eufêmio em troca de um tributo anual, e confiou a campanha para o cádi, já com setenta anos de idade, Assade ibne Alfurate. A força muçulmana, com 10 000 soldados de infantaria, 700 cavaleiros e 100 navios foi reforçada pelos navios de Eufêmio e, depois do desembarque em Mazara del Vallo, pelos seus cavaleiros. A primeira batalha contra as tropas bizantinas ocorreu em 15 de julho de 827, perto de Mazara, resultando numa vitória dos aglábidas.
Assade subsequentemente conquistou a costa sul da ilha e cercou Siracusa. Após um ano de cerco e uma tentativa de motim, suas tropas conseguiram finalmente derrotar um grande exército enviado de Palermo e apoiado por uma frota veneziana liderada pelo doge Giustiniano Participazio. Porém, os muçulmanos recuaram até o castelo de Mineo quando uma epidemia ("praga") se abateu sob suas tropas e o próprio Assade caiu enfermo. Eles retomaram a ofensiva, mas não conseguiram conquistar Castrogiovanni (atual Enna, onde Eufêmio morreu) e recuaram novamente para Mazara. Em 830, eles receberam um poderoso reforço de 30 000 soldados africanos e andalusinos. Os muçulmanos de Alandalus derrotaram o comandante bizantino Teódoto em julho e em agosto daquele ano, mas outra epidemia novamente forçou o recuo dos muçulmanos, primeiro para Mazara e depois de volta para a Ifríquia. As tropas berberes africanas que haviam sido enviadas para cercar Palermo conseguiram capturá-la após um cerco de um ano em setembro de 831. A cidade, renomeada como al-Madinah, se tornou a capital muçulmana da Sicília.

#### Abu Fir Maomé ibne Abedalá
Em fevereiro de 832, Ziadate Alá enviou seu primo, Abu Fir Maomé ibne Abedalá para a ilha e nomeou-o como o uale da Sicília. Os bizantinos foram derrotados no início do ano seguinte e, em 835, suas tropas chegaram até Taormina. A guerra se arrastou por vários anos, com pequenas vitórias aglábidas frente a uma determinada resistência bizantina em suas fortalezas de Castrogiovanni e Cefalù. Novas tropas chegara à ilha enviadas pelo novo emir Al-Aghlab Abu Affan e ocuparam Platani, Caltabellotta, Corleone, Marineo e Geraci, efetivando o controle muçulmano de toda a parte ocidental da ilha.
Em 836, navios muçulmanos ajudaram André II de Nápoles, seu aliado, quando ele foi cercado pelo Ducado de Benevento e, com apoio napolitano, Messina também foi conquistada em 842. Em 845, Modica também caiu e os bizantinos sofreram uma dura derrota perto de Butera, perdendo cerca de 10 000 homens. Lentini foi conquistada no ano seguinte e Ragusa, dois anos depois.

#### Abas ibne Alfadle
Em 851, o governador e general Aglabe Ababoerim, cujo reinado vinha sendo muito apreciado por seus novos súditos em Palermo e na Sicília, especialmente quando comparado com os antigos governantes bizantinos, faleceu. Ele foi sucedido por Abas ibne Alfadle, o feroz vencedor da batalha em Butera. Ele começou uma campanha para arrasar as terras ainda sob controle bizantino, capturando Butera, Gagliano, Cefalù e, mais importante, Castrogiovanni no inverno de 859. Todos os sobreviventes cristãos desta fortaleza foram executados; mulheres e crianças foram vendidos como escravos em Palermo. A queda da mais importante fortaleza da ilha obrigou o imperador a enviar um grande exército em 859-860 sob Constantino Contomita, mas ele, assim como a frota que o levou até a ilha, foram derrotados por Abas. Os reforços bizantinos levaram muitas das cidades subjugadas pelos muçulmanos a se revoltarem e Abas passou os anos de 860 e 861 sufocando-as. Abas morreu no final deste ano e foi substituído por seu tio, Amade ibne Iacube, e, depois de fevereiro de 862, por Abedalá, filho de Abas; este último foi, por sua vez, substituído pelos aglábidas por Cafaguia ibne Sufiane, que capturou Noto, Scicli e Troina.

#### Jafar ibne Maomé
No verão de 868, os bizantinos foram derrotados pela primeira vez perto de Siracusa. As hostilidades recomeçaram no início do verão de 877 pelas mãos do novo sultão, Jafar ibne Maomé Altamini, que cercou Siracusa novamente. A cidade caiu em 21 de maio de 878. Os bizantinos agora só controlavam uma estreita faixa costeia à volta de Taormina enquanto a frota muçulmana atacava a Grécia e Malta. Ela foi, porém, destruída numa batalha naval em 880. Por um tempo, pareceu que os bizantinos iriam reconquistar a Sicília, mas novas vitórias muçulmanas re-estabeleceram a situação anterior. Uma revolta em Palermo contra o governador Seuada ibne Maomé foi esmagada em 887.
A morte do poderoso imperador Basílio I, o Macedônio em 886 encorajou os muçulmanos a atacarem também a região da Calábria, onde um exército imperial foi derrotado no verão de 888. Porém, à primeira revolta logo se seguiu uma outra, em 890, incitada principalmente pela hostilidade mútua entre árabes e berberes. Em 892, um emir foi enviado da Ifríquia por Ibraim II até Palermo, mas ele foi expulso também meses depois. O emir não desistiu e enviou para a Sicília um poderoso exército comandado por seu filho, Abedalá II, em 900. Os sicilianos foram derrotados em Trapani (22 de agosto) e nas imediações de Palermo (8 de setembro), com a cidade em si resistindo por mais dez dias. Abu Alabás marchou então contra o resto dos fortes bizantinos e conseguiu capturar Régio da Calábria, na península, em 10 de junho de 901.
Como Ibraim foi forçado a abdicar em Túnis, ele decidiu liderar em pessoa as operações no sul da Itália. Taormina, a última fortaleza bizantina na Sicília, caiu em 1 de agosto de 902. Messina e outras cidades abriram suas portas para evitarem um massacre similar ao que se seguiu. O exército de Ibraim também marchou para o sul da Calábria, cercando Cosença. O general morreu de disenteria em 24 de outubro e seu neto interrompeu as campanhas no continente e retornou para a Sicília com o exercito.

### Sicília aglábida (827–909)
Neste ponto da história, a Sicília já estava quase que inteiramente nas mãos dos aglábidas, com a exceção de uns poucos fortes menores no acidentado interior da ilha. A população aumentou com a imigração de muçulmanos da África, Ásia e al-Andalus, assim como de berberes, que se concentraram no sul da ilha. O emir em Palermo nomeou os governadores das cidades principais (alcaide) e das cidades menores (hakim), além de outros funcionários da administração. Cada cidade tinha um conselho chamado de gema, composto dos mais eminentes membros da sociedade local e que era encarregado de cuidar das obras públicas e de manter a ordem. A população nativa siciliana viveu sob o status de dhimmi ("povo do livro", condição estendida aos cristãos e judeus) ou se converteu para o islã.
Os árabes iniciaram então reformas agrárias que aumentaram a produtividade e encorajaram o crescimento de pequenas propriedades, um ataque ao domínio dos grandes latifundiários. Eles também reformaram as obras de irrigação. Com aproximadamente 300 000 habitantes, Palermo do século X era a cidade mais populosa da Itália. Uma descrição da cidade foi dada por ibne Haucal, um comerciante de Bagdá que visitou a Sicília em 950. Um subúrbio murado chamado de Kasr (a cidadela) era (e permanece sendo) o centro da cidade e a grande mesquita foi construída no local de uma catedral do final do período romano. O subúrbio de Alcaliça (Kalsa) abrigava o palácio do sultão, os banhos, uma mesquita, os escritórios do governo e uma prisão pessoal. Ibne Haucal contou 7 000 diferentes açougueiros trabalhando em 150 açougues.

### Sicília fatímida (909–965)
Em 909, a dinastia africana dos aglábidas foi substituída pelos fatímidas xiitas. Quatro anos depois, o governador fatímida foi expulso de Palermo e a ilha declarou a sua independência sob o emir Amade ibne Corobe. Seu primeiro ato foi um fracassado cerco a Taormina, que havia sido reconstruída pelos cristãos; ele teve mais sucesso em 914, quando uma frota siciliana, comandada por seu filho Maomé, destruiu a frota fatímida enviada para recuperar a ilha. No ano seguinte, a destruição de outra frota enviada para atacar a Calábria e a agitação provocada pelas reformas de ibne Corobe levaram os berberes à revolta.
Eles então capturaram e enforcaram ibne Corobe, supostamente em nome do califa fatímida Abedalá Almadi Bilá, esperando que assim ele os deixasse livres para governarem a Sicília. Ao invés disso, Almadi enviou um exército que saqueou Palermo em 917. A ilha foi governada por um emir fatímida pelos próximos vinte anos. Em 937, os berberes de Agrigento se revoltaram novamente, mas, depois de dois grandes sucessos, foram decisivamente derrotados perante as portas de Palermo. Um exército foi enviado pelo novo califa Alcaim para cercar Agrigento em duas tentativas distintas até que a cidade finalmente caiu em 20 de novembro de 940. A revolta foi totalmente sufocada em 941 com muitos dos prisioneiros vendidos como escravos e o governador califal se gabando de ter matado 600 000 pessoas em suas campanhas.

### Emirado independente da Sicília (965–1091)

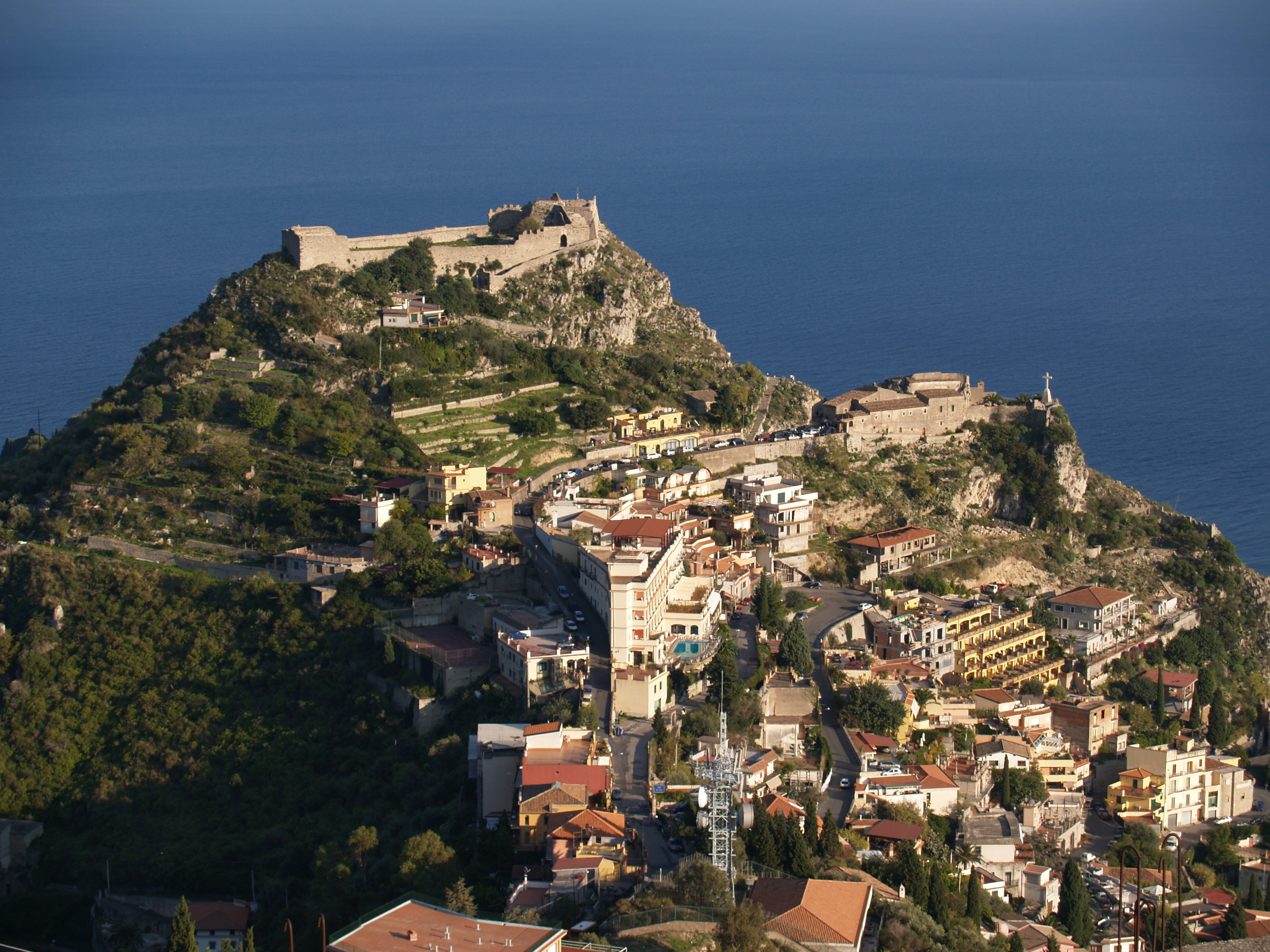
Castelo sarraceno em Taormina

Após sufocar mais uma revolta em 948, o califa fatímida Ismail Almançor nomeou Haçane ibne Ali Alcalbi como emir da ilha. Como seu cargo logo se tornou hereditário, seu emirado se tornou de facto independente do Califado. Em 950, Haçane foi à guerra contra os bizantinos no sul da Itália, chegando até Gerace e Cassano allo Ionio. Uma segunda campanha na Calábria em 952 resultou na derrota do exército bizantino; Gerace foi novamente cercada, mas, no final, o imperador Constantino VII Porfirogênito foi forçado a aceitar que as cidades calabresas pagassem tributo aos sicilianos.
Em 956, os bizantinos reconquistaram Régio da Calábria, invadiram a Sicília e uma trégua foi assinada quatro anos depois. Em 962, uma revolta em Taormina foi sufocada de forma sangrenta, mas a heroica resistência dos cristãos em Rometta levou o novo imperador, Nicéforo II Focas, a enviar um exército de 40 mil armênios, trácios e eslavos, comandados por seu sobrinho Manuel, para capturar Messina em outubro de 964. Em 25 de outubro, uma acirrada batalha entre os bizantinos e os cálbidas acabou com a derrota dos primeiros. Manuel e 10 000 de seus homens foram mortos na ocasião.
O novo emir, Abu Alcacim (r. 964–982), lançou uma série de ataques contra a Calábria na década de 970 enquanto uma frota comandada por seu irmão atacava a costa do Adriático na Apúlia, capturando algumas fortalezas. Como os bizantinos estavam ocupados em suas lutas contra os fatímidas na Síria e com os búlgaros na Macedônia, o imperador Otão II resolveu intervir e um exército germano-lombardo foi derrotado em 982 na Batalha de Stilo. Porém, Alcacim foi morto e seu filho, Jabir Alcalbi, prudentemente recuou para a Sicília sem tomar proveito da vitória.
O emirado alcançou seu pico cultural sob os emires Jafar (r. 983–985) eIúçufe Alcalbi (r. 990–998), ambos patronos das artes. O filho deste último, Jafar, era, contudo, um senhor cruel e violento, que expulsou os berberes da ilha após uma revolta fracassada contra seu governo. Em 1019, outra revolta em Palermo teve sucesso e Jafar foi exilado na África e substituído por seu irmão Alcal (r. 1019–1037).
Com o apoio dos fatímidas, Alcal derrotou duas expedições bizantinas em 1026 e em 1031. Sua tentativa de criar um pesado imposto para pagar seus mercenários provocou uma guerra civil. Alcal pediu ajuda aos bizantinos enquanto seu irmão, abu-Hafs, líder dos rebeldes, recebia apoio do emir zírida de Ifríquia, Almuiz ibne Badis, cujas tropas estavam sob o comando de seu filho Abedalá.

### Declínio (1037–1061) e conquista normanda da Sicília (1061–1091)

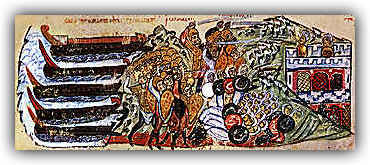
Exército bizantino desembarca na Sicília comandado por Jorge Maniaces.
Iluminura da Crônica de João Escilitzes, no manuscrito conhecido como "Escilitzes de Madrid".

Em 1038, um exército bizantino comandado por Jorge Maniaces cruzou o estreito de Messina. Ele incluía um regimento de normandos que salvaram o dia na primeira batalha contra os muçulmanos de Messina. Após outra vitória decisiva no verão de 1040, Maniaces interrompeu sua marcha para cercar Siracusa. Apesar de ter conseguido conquistar a cidade, Maniaces foi deposto e uma contra-ofensiva muçulmana conseguiu recuperar todos os ganhos dos bizantinos.
O normando Roberto Guiscardo, filho de Tancredo de Altavila, invadiu a Sicília em 1060. A ilha estava dividida entre os emires árabes e a maioria da população siciliana se sublevou contra os muçulmanos. Um ano depois, Messina caiu e, em 1072, Palermo foi tomada pelos normandos. A perda das cidades, cada uma com esplêndidos portos, infligiu um severo golpe no poder muçulmano na região e, eventualmente, a ilha toda foi tomada. Em 1091, Noto, na ponta sul da Sicília, e a ilha de Malta, a última fortaleza árabe, caiu frente aos cristãos. Já no século XI, o poder muçulmano havia começado a enfraquecer.
Muitas medidas repressivas foram introduzidas pelo imperador Frederico II para agradar os papas, que eram intolerantes com a presença islâmica tão próxima do coração da cristandade. O resultado foi uma revolta dos muçulmanos da Sicília, o que incitou, por outro lado, na organização de milícias e revanches que foram a marca do capítulo final do islã na Sicília. O "problema muçulmano" caracterizou o governo dos Hohenstaufen na ilha sob o comando do imperador Henrique VI e seu filho Frederico II. A aniquilação completa se completou no final da década de 1240, quando as últimas deportações para  o assentamento muçulmano de Lucera foram realizadas.

## Outros

### Emirado de Bari (847–871)
A cidade-portuária adriática de Bari, na Apúlia, foi capturada por um exército muçulmano em 847 e permaneceu sob controle berbere pelos próximos 25 anos. Ela se tornou a capital de um pequeno estado islâmico independente com um emir e uma mesquita próprios. O primeiro emir foi Calfune, um líder berbere que provavelmente era oriundo da Sicília. Após a sua morte em 852, ele foi sucedido por Mufarraque ibne Sallam, que consolidou a conquista e expandiu suas fronteiras. Ele também pediu o reconhecimento oficial para o governador do Egito em nome do califa de Bagdá Mutavaquil como uale (governador de uma província do Califado Abássida). O terceiro e último emir de Bari foi Sawdan, que ascendeu ao poder por volta de 857 após o assassinato de Mufarraque. Ele invadiu as terras do Ducado de Benevento, lombardo, forçando o duque Adelquis a pagar um tributo. Em 864, ele obteve finalmente a investidura solicitada por Mufarraq e, sob seu governo, a cidade foi embelezada com uma mesquita, palácios e obras públicas.

### Lácio e Campânia

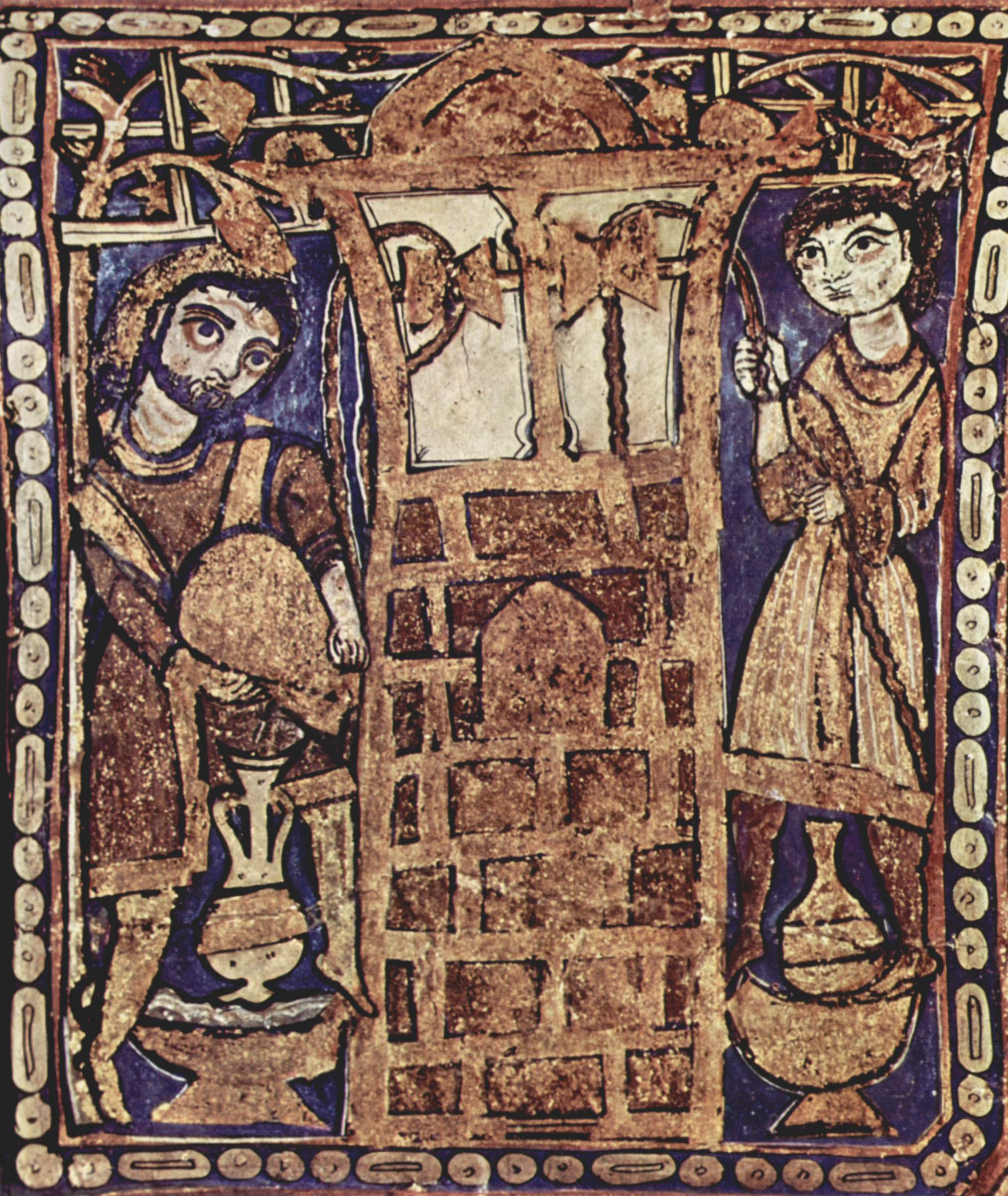
século XII. Pintura árabe em Palermo

Por todo o século IX, navios árabes dominaram o mar Tirreno. Piratas rondavam a costa italiana lançando ataques rápidos contra as cidades de Amalfi, Gaeta, Nápoles e Salerno. Durante este período, conforme as cidades aprimoravam suas defesas próprias, os Ducados de Gaeta e Amalfi se tornaram independentes do Ducado de Nápoles. Os estados cristãos da Campânia não estavam ainda aptos, porém, para se aliarem contra uma nova ameaça maometana. Amalfi e Gaeta regularmente se aliavam com os sarracenos e Nápoles seguia o mesmo compasso, para irritação do papado. Na realidade, foi Nápoles que primeiro trouxe tropas sarracenas para o sul da península italiana quando o duque André II os contratou como mercenário durante a sua guerra contra Sicardo, príncipe de Benevento, em 836. Sicardo imediatamente respondeu com seus próprios mercenários sarracenos e a prática logo se tornou tradicional. Em 880 ou 881, o papa João VIII, que encorajava uma vigorosa política contra os piratas e saqueadores muçulmanos, rescindiu a concessão de Traetto para Docibilis I de Gaeta e entregou a cidade para Pandenulfo de Cápua. Como relata Patricia Skinner:
| “ | [Pandenulfo] começou a atacar o território de Gaeta e, em retaliação contra o papa, Docibilis soltou um grupo de árabes de Agropoli, perto de Salerno, na região ao redor de Fondi. O papa "se encheu de vergonha" e entregou Traetto de volta a Docibilis. O acordo entre eles parece ter causado um ataque sarraceno a Gaeta, no qual muitos gaetanos foram mortos ou capturados. Eventualmente, a paz foi re-estabelecida e os sarracenos se assentaram de forma permanente na foz do rio Garigliano | ” |
|   | — Patricia Skinner. |   |

O campo sarraceno em Minturno (na região do Lácio), às margens do rio Garigliano, se tornou um espinho perene no flanco do papado e muitas expedições tentaram destruí-lo. Em 915, o papa João X organizou uma vasta aliança entre os estados da região, incluindo Gaeta e Nápoles, os príncipes lombardos de Benevento e os bizantinos; só os amalfitanos não se envolveram. A subsequente Batalha do Garigliano teve sucesso e os sarracenos foram expulsos do Lácio e da Campânia permanentemente; porém, os ataques-relâmpago ainda seriam um problema por mais um século.
Em 898, a Abadia de Farfa foi saqueada pelos sarracenos, que a queimaram completamente. O abade Pedro de Farfa conseguiu organizar a evacuação da população local e salvou também sua biblioteca e arquivos. Em 905, o mosteiro foi novamente atacado e destruído.

### Invasão de Otranto
Em 1480, uma frota turca otomana invadiu Otranto, desembarcando perto da cidade e capturando-a juntamente com seu porto. O papa Sisto IV chamou uma cruzada e uma massiva força foi reunida por Fernando I de Nápoles juntamente com outras tropas do rei da Hungria Matias Corvino, apesar dos frequentes atritos entre os italianos da época. A força napolitana combateu os turcos em 1481, aniquilando-os completamente e recapturando Otranto.
Em 1537, o famoso corsário e almirante otomano Barba Ruiva tentou novamente conquistar Otranto e a Fortaleza de Castro, mas foi derrotado e, eventualmente, foi expulso da cidade.

## Influência islâmica & árabe e legado
A arte e ciência árabes continuaram a ser muito influentes na Sicília durante os dois séculos seguintes à reconquista cristã. Acredita-se que o imperador Frederico II do Sacro Império Romano-Germânico, também rei da Sicília no início do século XIII, tenha sido fluente em árabe (além do latim, francês, alemão, grego e siciliano) e tenha contratado diversos ministros muçulmanos. A herança da língua árabe ainda pode ser encontrada em diversos termos adaptados dela e ainda em uso na língua siciliana. Outro legado do jugo muçulmano foram diversos topônimos de origem árabe, como por exemplo "Calata-" ou "Calta-", do árabe "Qal'at" (قلعة), que significa "castelo de".
Além disso, um estudo genético de 2009 revelou uma pequena, mas estatisticamente relevante, contribuição de genes do noroeste da África entre os habitantes das localidades próximas da cidade de Lucera.